# Srednjaci
Srednjaci su zagrebačko gradsko naselje (kvart) na zapadnom dijelu grada između Ljubljanske/Zagrebačke avenije i Horvaćanske ceste, a zapadno od Knežije.
Poznati su po neboderima u Ulici braće Domany, koji su vidljivi izdaleka, uz koje prolazi i potok Črnomerec. U kvartu se nalazi Osnovna škola Josipa Račića.
Prema podjeli ustanovljenoj Statutom Grada Zagreba 14. prosinca 1999., pripadaju Gradskoj četvrti Trešnjevka – jug te Mjesnom odboru Horvati – Srednjaci.
Spadaju u Rimokatoličku župu Marije Pomoćnice na Knežiji.
Poštanski broj kvarta je 10110.